# Stephanie Ribeiro
Stephanie Mariana Ribeiro (Pawtucket, 10 giugno 1994) è una calciatrice statunitense, attaccante del Pumas UNAM.

## Palmarès
- Campionato danese: 2

Brøndby: 2020-2021
HB Køge: 2021-2022